# I'm OK (Little Big)
I'm OK è un singolo del gruppo musicale russo Little Big, pubblicato il 14 giugno 2019.

## Video musicale
Il video musicale è stato rilasciato contemporaneamente al singolo. Il video che si svolge in un bar in Germania, vede Il'ja Prusikin bere alcolici e cercare una ragazza con cui passare la serata, fallendo. Parallelamente a lui, Sof'ja Tajurskaja sta cercando un uomo con cui passare la serata, fallendo anche lei. Alla fine del video si vedono entrambi che finiscono insieme baciandosi e lasciando il bar. Al video hanno partecipato anche altri personaggi famosi tra cui:Jurij Muzyčenko (frontman dei The Hatters), Arcenij Popov (personaggio televisivo) e Nikolaj Kiselëv (proprietario di El Copitas, uno dei 30 migliori bar del mondo).

## Tracce
Testi di Ilj'a Prusikin, Alina Pasok e Danny Zuckerman, musiche di Danny Zuckerman e The Hatters.
1. I'm OK – 3:07

## Classifiche
| Classifica (2019) | Posizione |
| ----------------- | --------- |
| Russia            | 76        |